# Tổng giáo phận Milano
Tổng giáo phận Milano (tiếng Ý: Arcidiocesi di Milano; tiếng Latinh: Archidioecesis Mediolanensis) là một hình ảnh đô thị của Giáo hội Công giáo ở Ý bao gồm các khu vực của Milan, Monza, Lecco và Varese. Nó từ lâu đã duy trì nghi thức phụng vụ Latinh của riêng mình, nghi thức Ambrosian, vẫn còn được sử dụng trong phần lớn của lãnh thổ giáo phận. Trong số các tổng giám mục trước đây của nó, những người được biết đến nhiều hơn là Saint Ambrose, Saint Charles Borromeo, Giáo hoàng Pius XI và Saint Pope Paul VI.
Tổng giáo phận Milan là thành phố đô thị của tỉnh giáo hội Milan, bao gồm các giáo phận Bergamo, Brescia, Como, Crema, Cremona, Lodi, Mantua, Pavia, và Vigevano.
Tổng giáo phận Milan là lớn nhất ở châu Âu.

## Lịch sử
Theo truyền thuyết, Tin Mừng đã được Thánh Barnabas mang đến Milan và Giám mục đầu tiên của Milan, Thánh Anathalon, là một môn đệ của sứ đồ đó. Nhưng một giáo phận không thể được thành lập ở đó trước 200, và có thể không lâu sau đó, vì danh sách các giám mục của Milan chỉ có năm người tiền nhiệm của Mirocles, người đã tham gia tại hội đồng Lateran được tổ chức vào năm 313 tại Rome. Trong các cuộc đàn áp của thế kỷ thứ ba và đầu thế kỷ thứ tư, một số Kitô hữu đã chịu tử đạo và được tôn sùng tại Milan: trong đó có Gervasius và Protasius (cuộc đàn áp đầu tiên của Diocletian), Victor, Nabor và Felix, và Nazarius và Celsus. Các cuộc đàn áp đã kết thúc vào năm 313 khi Hoàng đế Constantine I và Licinius ban hành sắc lệnh Milan tuyên bố khoan dung tôn giáo trong Đế chế La Mã.